# Schalensteine von Plontabuora

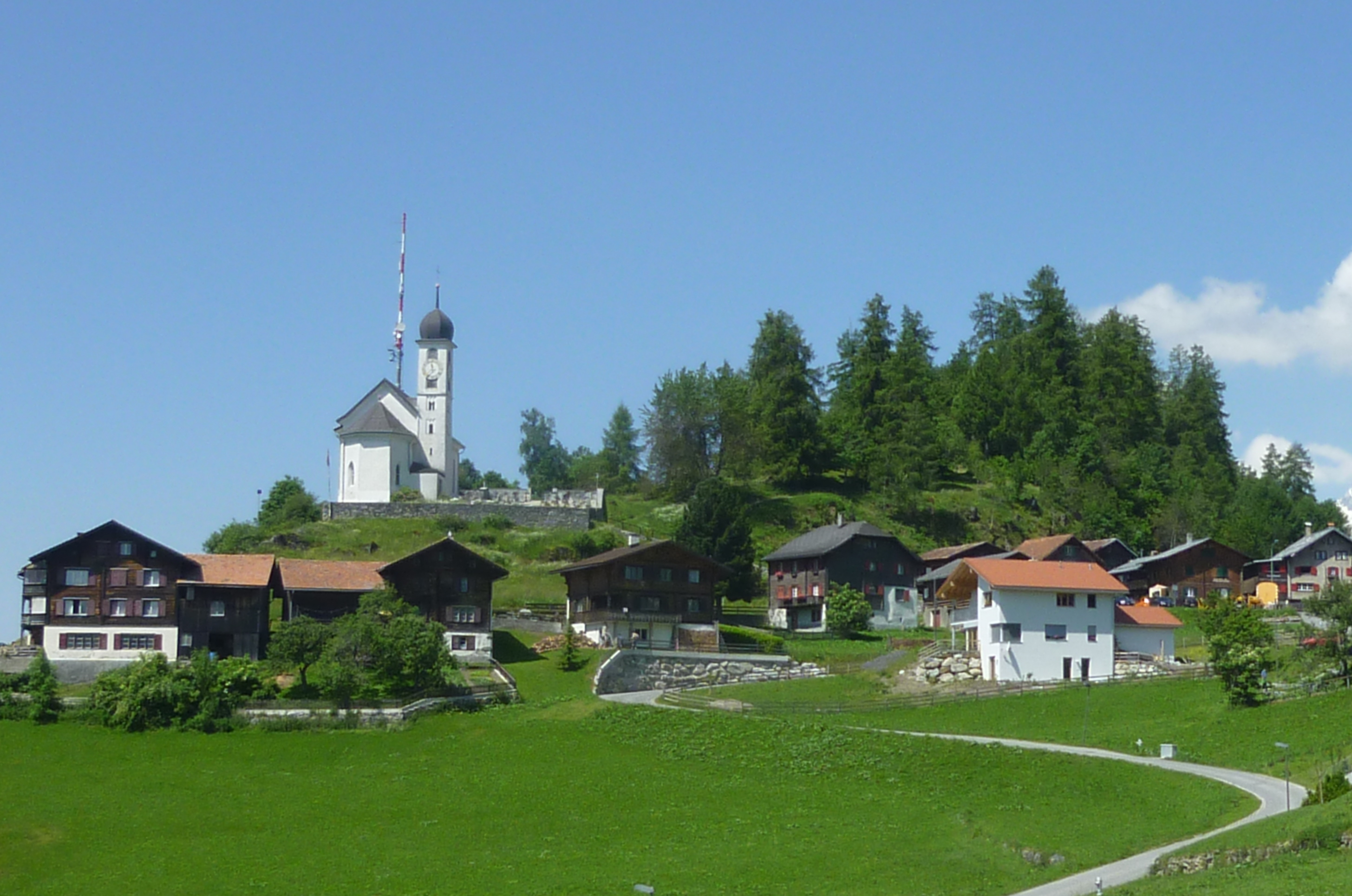
Collina Plontabuora

Die Schalensteine von Plontabuora liegen auf der Collina Plontabuora südwestlich von Ruschein in der Surselva, im Kanton Graubünden in der Schweiz.
Am südlichen Hang der Collina Plontabuora ist eine Höhensiedlung aus der mittleren Bronzezeit nachgewiesen. Grabungen westlich der Ruine der Burg Frauenberg brachten Trockenmauern, Gefässscherben sowie eine 19 cm lange Bronzenadel zutage.
Auf dem Hügel, im oberen Teil des Sonderwaldreservats Plontabuora, liegen rund zwei Dutzend megalithische Schalensteine aus Ilanzer Verrucano mit Schalen zwischen 4 und 30 cm Durchmesser und 4 bis 10 cm Tiefe. Ihr Alter ist nicht genau zu bestimmen. Vermutlich wurden sie von den damaligen Bewohnern als Kultstätte genutzt. Bei einigen Steinen sind Tafeln angebracht mit Hinweisen zur möglichen Nutzung.

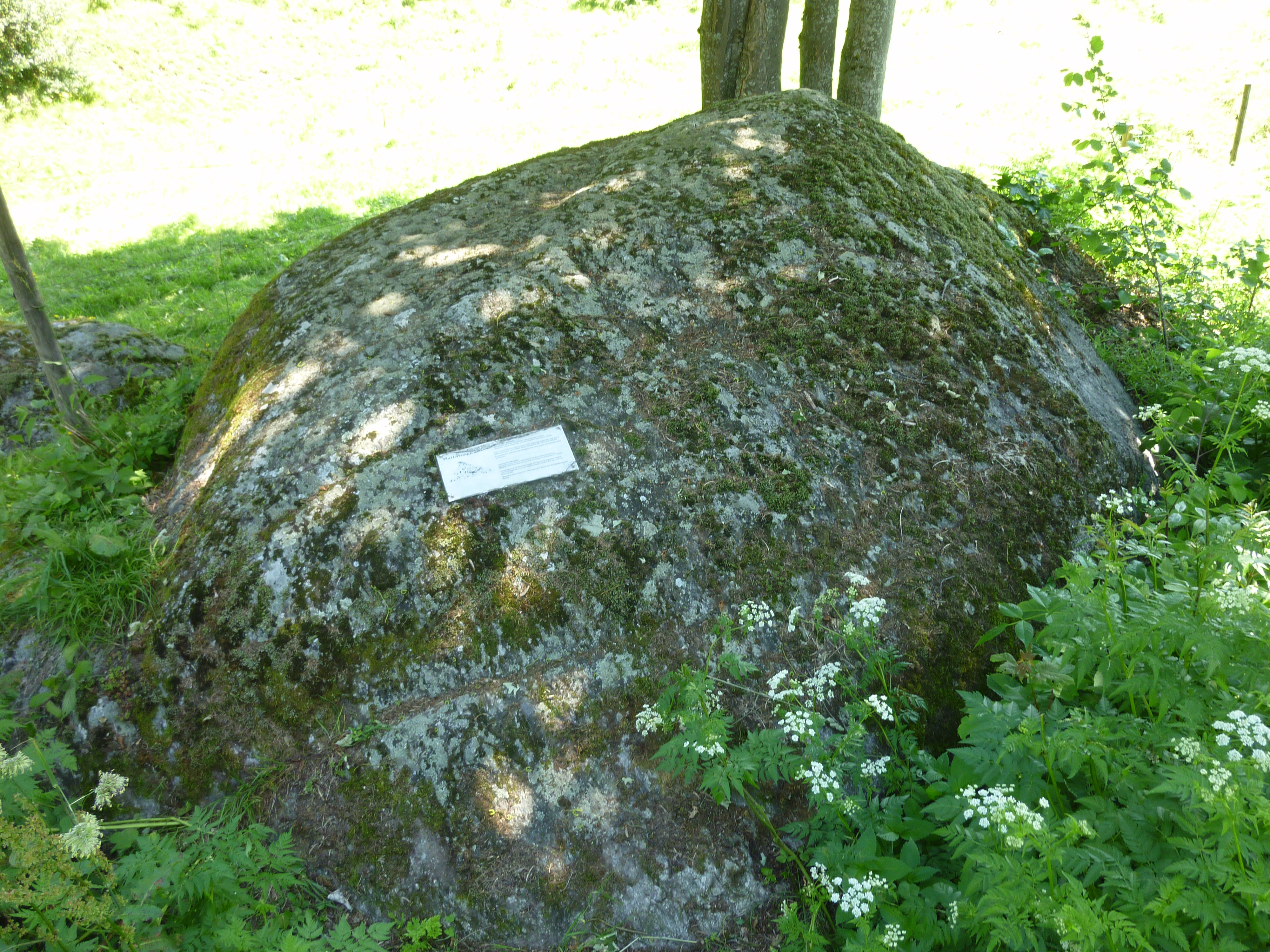
Platta magica
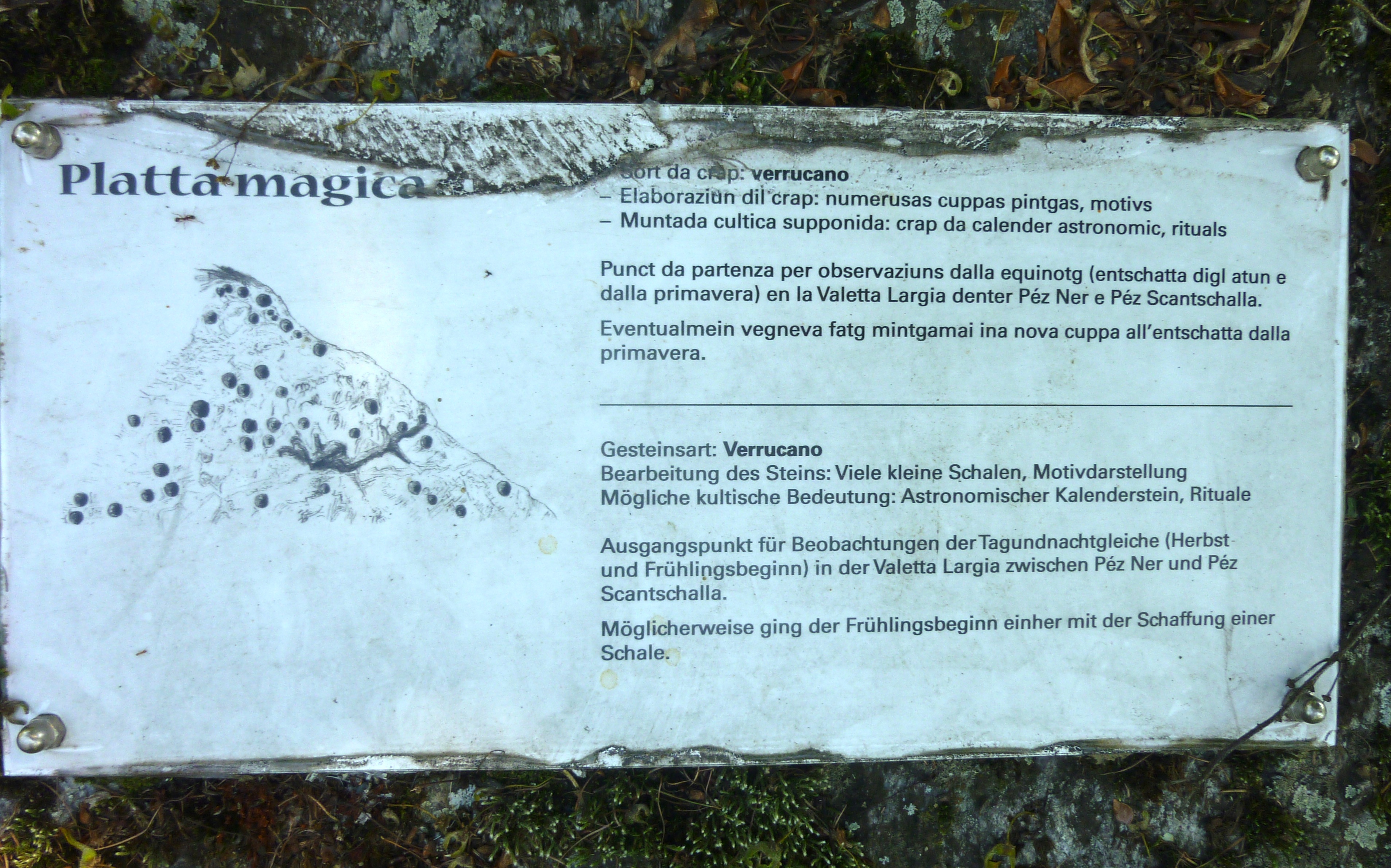
Infotafel
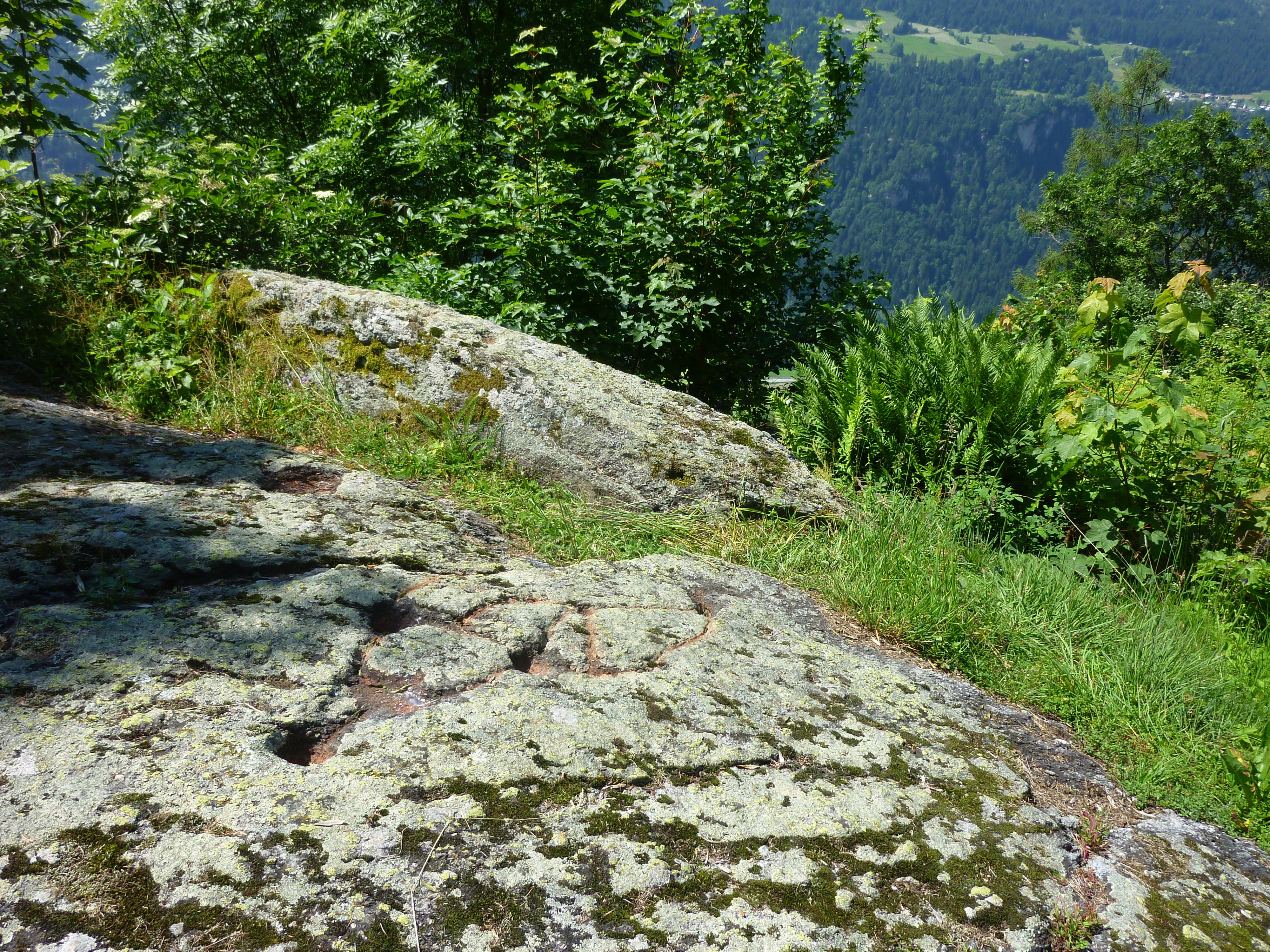
Crap d'Orachel
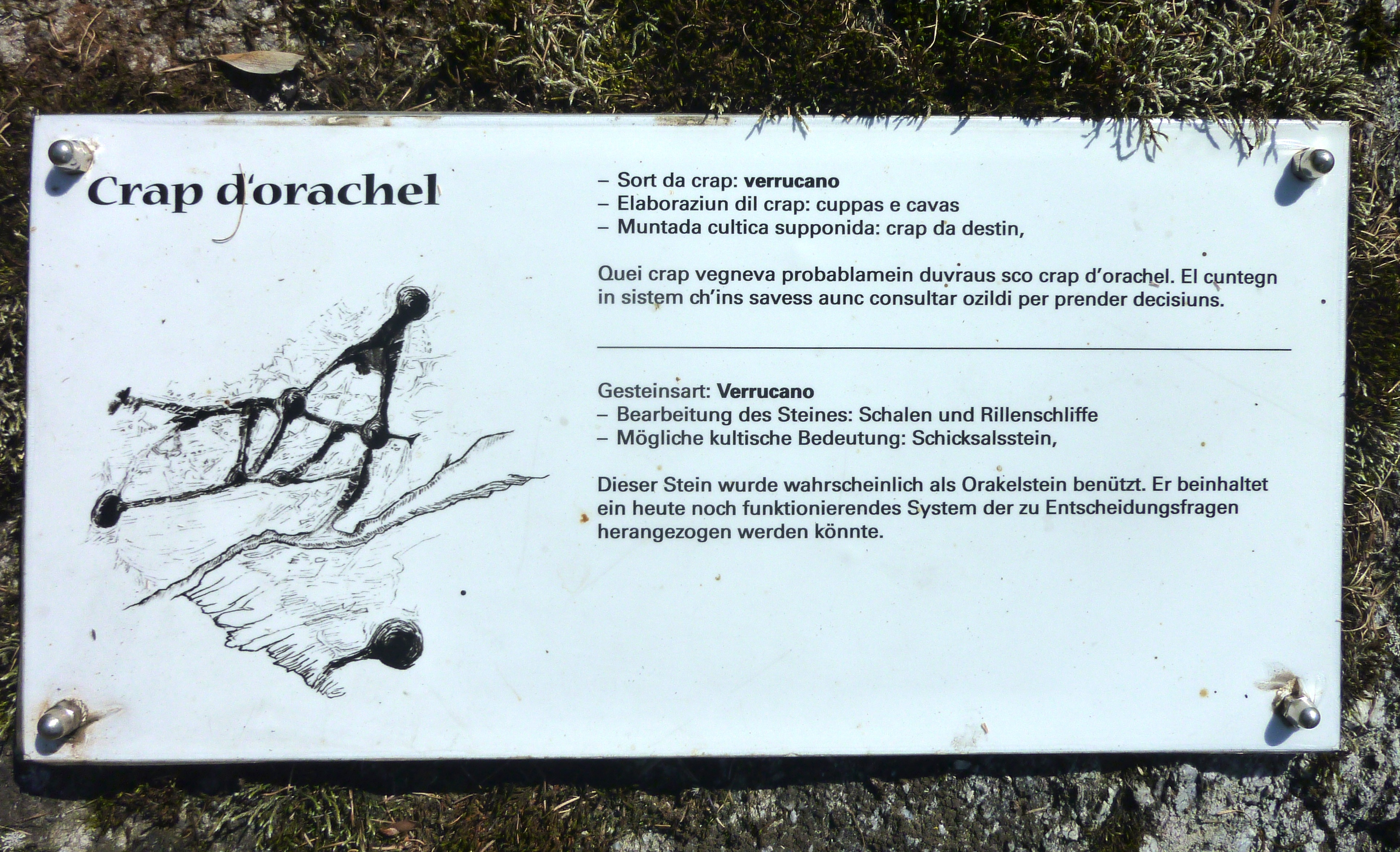
Infotafel